# 中钢集团衡阳重机职工大学
中钢集团衡阳重机职工大学，位于湖南省衡阳市珠晖区建国路175号，是湖南省一所全日制本科、大专、中专结合的学校。

## 历史
1953年，“衡阳市冶金技工学校”建立，后改名为“中钢集团衡阳重机技工学校”。
1975年，“衡阳有色冶金职工大学”建立，后改名为“中钢集团衡阳重机职工大学”。
2000年，“中钢集团衡阳重机技工学校”和“中钢集团衡阳重机职工大学”合并，称为“中钢集团衡阳重机职工大学”。

## 学校院系
中钢集团衡阳重机职工大学拥有本科专业9个，大专专业17个，中转专业11个。

| - 工业设计 - 土木工程 - 市场营销 - 物流管理 - 财务管理 - 人力资源管理 - 工商管理 - 机械设计制造及其自动化 - 计算机科学与技术 | - 会计电算化 - 经济管理 - 行政管理 - 法律事务 - 文秘 - 电子商务 - 市场营销 - 机电一体化技术 - 计算机应用技术 - 应用电子技术 - 数控机床应用与维护 - 电气自动化技术 - 模具设计与制造 - 机电工程数控加工 - 机电工程机械装配、调试 - 电子商务及营销 - 会计电算化 | - 数控机加工 - 模具设计与制造 - 数控编程 - 钳工 - 电工 - 铆焊 - 木模 - 行车起重 - 铸造 - 电子商务及营销 - 信息电子 |

## 学校文化

### 校训
厚德、笃学、实践、创新

### 校风
团结、务实、高效、奋进

## 荣誉
中钢集团衡阳重机职工大学先后获得“大中专连读院校”、“省市成人中专学校先进单位”、“省招生就业先进单位”、“国家劳动部指定的职业技能鉴定所”、“省劳动厅指定的特种作业人员培训定点单位”、“全省机械制造与加工行业最大的实习培训基地”等荣誉称号。